# 宇宙學常數問題
宇宙學常數問題，或稱真空災變（英語：Vacuum catastrophe），是當今物理學界中待解決的謎團之一，是指理論與觀察之間的一個巨大落差：根據量子場論的推算，真空中的零點能量應該非常龐大，但實際觀測到的真空能量值卻小得多，兩者相差極大。由於真空能量值是計算宇宙學常數的一個關鍵值，若對真空能量的估算出現偏差，整個宇宙模型也會隨之不同。
雖然該能量的理論值依據不同的理論條件（例如普朗克能量上限）而有所變化，但科學家在計算後仍然發現兩者之間的差距高達50到120個數量級。 物理學界認為这样的差異是科學史上理論與實驗最嚴重的不符，甚至有人稱之為“物理學史上最差勁的理論預測”。

## 背景
早在 1916 年，科學家瓦爾特·能斯特就率先提出有關真空能量的一個基本問題：真空能量如果存在，應該會對重力產生影響。他推測這個能量值要不是零，就是非常接近零。
到了 1926 年，物理學家威廉·楞次進一步指出，如果將當時所能觀測到的最短波長（約為 λ 	
≈ 2 × 10−11 公分）的輻射轉換為物質密度，並假設這些能量會影響宇宙的曲率，那麼推算出來的真空能量密度會使整個可觀測宇宙的半徑小到甚至不及地球到月球的距離。
隨著量子場論從1940年代開始發展，到了1960年代，蘇聯物理學家雅科夫·泽尔多维奇開始探討量子漲落對宇宙學常數的貢獻。根據量子力學，即便是完全空無一物的真空也應存在漲落現象，而在廣義相對論中，這些漲落會表現為能量，進一步影響宇宙學常數。
但問題在於，根據這種理論計算出來的真空能量密度遠遠超出了實際觀測到的宇宙學常數值， 其差距甚至高達120至122個數量級。後世的研究認為，若將洛伦兹变换納入考量則這個差距可能會縮小一些，但依然有約60個數量級之多。
到了1980年代，宇宙暴脹理論的出現使這個問題變得更加重要，因為宇宙膨脹的動力來源就是真空能量，而不同的真空能量值會導致完全不同的宇宙演化結果。若真空能量真的為零，就無法解釋我們今天觀測到的宇宙加速膨脹現象，這也與現今主流的ΛCDM模型不符。

## 真空能量的計算調整
科學家計算出的真空能量對宇宙常數的影響是正值，這是因為現有的真空具有負的量子壓力，而在廣義相對論中，負壓力會造成一種類似排斥的重力效應（這裡的壓力可理解為量子動量穿過某個表面的通量）。

### 截斷法
簡單來說，真空能量的估算方式是將所有已知的量子場進行總和，並考慮它們在基態之間的互動與自我作用。下一步則是設定一個「截斷波長」，排除低於這個波長的部分，因為現有的理論在這個尺度以下可能不再適用或失效。
這也表示，真空能量與「場在當下真空狀態中的互動」有關，因此在早期宇宙時這個能量值也會不同。例如在夸克時期以前電弱對稱性尚未破壞，當時的真空能量就與現在就有明顯差異。

### 重整化
在量子場論中，真空能量其實可以透過「重整化」來任意設定為某個值。這種作法把宇宙學常數當成一個基礎物理常數，並不嘗試用理論去預測或解釋它。
不過由於理論值與觀測值相差極大，要讓重整化後的數值符合觀測結果，就必須極精確地調整這個常數。許多理論學家認為這種蓄意的調整方式只是忽視問題本身。

## 估計值
根據普朗克卫星團隊在2015年的觀測數據，目前宇宙的真空能量密度估計為：ρvac = 5.96×10−27 kg/m3。 
若以幾何化單位制表示則約為 2.5×10−47 GeV4。
相比之下，巴黎天体物理研究所的Jérôme Martin在2012年對理論真空能量的估計值為約108 GeV4，理論預測與實際觀測之間的差距約55個數量級。

## 問題及解決方向
故此，必須要將理論值下調120個數量級以至與觀測值一致，方能作出一個合理的解釋。我們必須要降低那個從空無空間虛粒子能量輕率地計算的估值，向下修正到一個合理的上限。當中牽涉到2個非常大的正數相減，在頭120個位彼此相消，而在第121個位留下非零數值。如此精確程度，在科學界並無先例可言。

## 參见
- 宇宙學常數
- 未解決的物理學問題

## 腳註
1. ↑  根據哈勃常數和暗能量密度參數ΩΛ計算得出。